# Norbornan
Norbornan – organiczny związek chemiczny, bicykliczny węglowodór nasycony.
Zbudowany jest z pierścienia cykloheksanu zmostkowanego przez grupę metylenową w pozycjach 1,4.